# Калсіум (Нью-Йорк)
Калсіум (англ. Calcium) — переписна місцевість (CDP) в США, в окрузі Джефферсон штату Нью-Йорк. Населення — 3573 особи (2020).

## Географія
Калсіум розташований за координатами 44°3′7″ пн. ш. 75°50′54″ зх. д. / 44.05194° пн. ш. 75.84833° зх. д. (44.051919, -75.848347).  За даними Бюро перепису населення США в 2010 році переписна місцевість мала площу 14,36 км², з яких 14,36 км² — суходіл та 0,00 км² — водойми.

## Демографія
Згідно з переписом 2010 року, у переписній місцевості мешкала 3491 особа в 1359 домогосподарствах у складі 979 родин. Густота населення становила 243 особи/км².  Було 1469 помешкань (102/км²).
Расовий склад населення:
| - 73,0 % — білих - 13,9 % — чорних або афроамериканців - 2,1 % — азіатів - 0,7 % — корінних американців - 0,3 % — вихідців з тихоокеанських островів - 5,2 % — осіб інших рас |

До двох чи більше рас належало 4,9 %. Частка іспаномовних становила 13,9 % від усіх жителів.
За віковим діапазоном населення розподілялося таким чином: 30,9 % — особи молодші 18 років, 65,5 % — особи у віці 18—64 років, 3,6 % — особи у віці 65 років та старші. Медіана віку мешканця становила 24,8 року. На 100 осіб жіночої статі у переписній місцевості припадало 102,5 чоловіків;  на 100 жінок у віці від 18 років та старших — 100,7 чоловіків також старших 18 років.
Середній дохід на одне домашнє господарство  становив 49 774 долари США (медіана — 48 398), а середній дохід на одну сім'ю — 51 593 долари (медіана — 49 004). Медіана доходів становила 40 751 долар для чоловіків та 33 212 долари для жінок. За межею бідності перебувало 6,8 % осіб, у тому числі 4,2 % дітей у віці до 18 років та 0,0 % осіб у віці 65 років та старших.
Цивільне працевлаштоване населення становило 923 особи. Основні галузі зайнятості: освіта, охорона здоров'я та соціальна допомога — 31,0 %, публічна адміністрація — 28,8 %, роздрібна торгівля — 15,9 %, науковці, спеціалісти, менеджери — 10,7 %.